# Cybister occidentalis
Cybister occidentalis är en skalbaggsart som beskrevs av Aubé 1838. Cybister occidentalis ingår i släktet Cybister och familjen dykare. Inga underarter finns listade i Catalogue of Life.